# Escoma
Escoma es una localidad y municipio de Bolivia, ubicado en la provincia de Camacho del departamento de La Paz. El municipio tiene una superficie de 310,5 km² y cuenta con una población de 7.186 habitantes (según el Censo INE 2012). La localidad se encuentra a 167 km de la ciudad de La Paz, sede del gobierno boliviano.
El municipio fue creado por Ley 4004 del 6 de febrero de 2009 durante la presidencia de Evo Morales, con capital Escoma y comprendiendo en su jurisdicción a los cantones de Escoma, Península de Challapata, Collasuyo y Villa Puni que antes formaban parte del municipio de Puerto Acosta.
Su principal actividad económica es la agropecuaria y sus atractivos más relevantes son: el Cerro Calvario Jorajoya, el Río Suches, Templo San José de Escoma, Apacheta Mirador Carsala y otros.

## Geografía
El relieve del municipio se caracteriza por la presencia de las montañas y cerros característicos del altiplano que son secuencia de la Cordillera Real de los Andes en la parte norte, mientras que en la parte sur se observan pequeñas lomas y a orillas del lago Titicaca se desarrollan extensos totorales.
Limita al noreste, al norte y al oeste con el municipio de Puerto Acosta, al sur con el lago Titicaca, y al este con los municipio de Mocomoco y Carabuco.

## Demografía
De acuerdo con el censo boliviano de 2024, la población del municipio de Escoma es de 8 810 habitantes.
La población del municipio aumentó en un tercio entre 1992 y 2014:
| Año  | Habitantes (municipio) | Fuente |
| ---- | ---------------------- | ------ |
| 1992 | 6611                   | Censo  |
| 2001 | 7077                   | Censo  |
| 2012 | 7186                   | Censo  |
| 2024 | 8810                   | Censo  |